# Јан Коћера
Јан Коћера (чеш. Jan Kotěra; Брно, 18. децембар 1871 — Праг, 17. април 1923) је био један од значајних архитеката, урбаниста, теоретичара архитектуре, пројектанта намештаја и сликар.

## Биографија
Родио се 18. децембра 1871. године у Брну. Школовао се у немачким школама у Усти над Лабом и у Плзњу. Између осталог студирао је и код Ото Вагнера на Академији ликовних уметности у Бечу. У Бечу је између других упознао и Јоже Плечника познатог словеначког архитекта који је радио у Бечу, Београду, Прагу и Љубљани.
У почетку још у оквиру бечке сецесије био је под утицајем Френк Лојд Рајта и функционалистичких форми. Убрзо се определио за елементе чешке народне архитектуре и изградио специјални стил у грађевинарству и архитектури који је заснован на употреби елемената из чешког народног неимарства.
Не само преко својих пројеката већ и као професор на универзитету вршио је велики утицај на чешку архитектонску мисао. Један од његових најзначајнијих ученика је био Јосеф Гочар. Јан Коћера је био професор на Уметничкој академији у Прагу.

## Дела
- Преградња црвене тврђавице у Седлчанима (1895. године),
- Петеркова кућа на Вацлавском тргу у Прагу (1899 — 1900. године),
- Народна кућа у Простјејову (1905 — 1907. године),
- Водоторањ у Прагу (1906 — 1907. године),
- Музеј у Храдец Кралове (1906 — 1012. године),
- Лаихтерова издавачка кућа у Прагу (1909. године),
- Банка Славија у Сарајеву (1911 — 1912. године),
- Лемберг Гомбрихова палата у Бечу (1913 — 1914. године),
- Котерова вила у Прагу на Винохрадима.

## Галерија
- Источночешки Музеј у Храдец Кралове
- Биста у Прагу
- Правни факултет у Прагу, Јан Котера и Ладислав Махоњ 1921 — 1931. године